# Artur Boruc
Artur Boruc (pronunție în poloneză [ˈartur ˈbɔrut͡s]; n. 20 februarie 1980, Siedlce, Siedlce Voivodeship⁠(d), Polonia) este un fotbalist polonez care joacă pe postul de portar pentru clubul de Premier League AFC Bournemouth.
Și-a început cariera în cea de-a treia divizie poloneză la clubul natal Pogoń Siedlce. S-a alăturat echipei Ekstraklasa Legia din Varșovia în 1999 și, în timp ce era încă rezervă, a fost împrumutat la Dolcan Ząbki în 2000. Boruc a fost în lotul primei echipe a Legiei în 2002 și până în 2003 a devenit primul portar al clubului. În vara lui 2005, a fost transferat de echipa scoțina din prima ligă, Celtic. În cei cinci ani în Glasgow, Boruc a jucat în 221 de partide pentru club, câștigând campionatul de trei ori, Cupa Scoției o dată și Cupa Ligii scoțiene de două ori. Fanii Celticului îl porecleau pe Boruc „Sfântul portar” pentru că era un catolic devotat. S-a mutat în Italia în 2010 pentru a juca la Fiorentina, petrecând doi ani la clubul de Serie A înainte de a se întoarce în Marea Britanie în 2012 pentru a semna cu Southampton din Premier League, fiind împrumutat și în cele din urmă cedat la Bournemouth în 2015 după un sezon de împrumut.
Boruc și-a făcut debutul la echipa națională împotriva Irlandei în aprilie 2004 și a devenit titularul Poloniei, strângând 65 de selecții. El și-a reprezentat țara la Campionatul Mondial din 2006 și UEFA Euro 2008. În noiembrie 2017, Boruc s-a retras de la națională.

## Cariera pe echipe

### Pogoń Siedlce
Nascut în Siedlce, Boruc și-a început cariera în 1998 la Pogoń Siedlce, în orașul său natal.

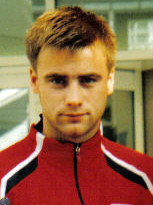
Artur Boruc jucând pentru Legia

În următorul sezon, Boruc s-a alăturat echipei Legia Varșovia, jucând inițial pentru echipa a doua, fiind împrumutat în 2000 pentru o jumătate de sezon la Dolcan Ząbki.
Pe 8 martie 2002, Boruc a jucat primul meci în ligă pentru Legia, intrând din postura de rezervă în timpul unei remize, scor 2-2 împotriva lui Pogoń Szczecin. Acest debut neașteptat s-a datorat unei accidentări suferite de portarul bulgar Radostin Stanev, în timpul meciului. Boruc a jucat în următoarele patru meciuri de campionat și deși nu a luat gol cu Wisła Cracovia și Odra Wodzisław, Stanev și-a reluat în poartă jucând în toate meciurile de campionat și cupă. Legia a câștigat Ekstraklasa în acel sezon pentru prima dată în ultimii șapte ani.
În returul sezonului următor, 2002-2003, Boruc a devenit prima alegere de portar, jucând în 11 din ultimele 15 meciuri ale clubului. Legia a pierdut doar unul din aceste 11 meciuri și Boruc nu a luat gol în cinci dintre acestea, deși Legia a reușit să termine doar pe poziția a patra.
Până în sezonul 2003-2004, Boruc a fost titular la Legia și a jucat în toate cele 26 de meciuri de campionat. În iunie 2004, Boruc a marcat singurul său gol pentru club, transformând o lovitură de pedeapsă într-un meci de acasă împotriva lui Widzew Łódź (scor final: 6-0) și apoi a sărbătorit fluturând steagul de la colțul terenului. Legia a terminat pe locul doi în campionat și s-a calificat pentru Cupa UEFA din sezonul următor. Boruc și-a făcut, de asemenea, prima apariție pentru Polonia în aprilie 2004, jucând într-o remiză albă împotriva Irlandei.
În sezonul 2004-2005, Boruc a rămas unul din jucătorii cheie ai Legiei și favorit al fanilor, fiind din nou integralist în toate meciurile clubului. Performanțele lui Boruc la Legia au dus la prelungirea contractului până în 2012. În martie 2005, Boruc a devenit căpitan al echipei. Cu toate acestea, Legia a avut un parcurs modest în campionat față de așteptările sale, terminând pe locul al treilea, la mare distanță față de Wisła Cracovia, care a ieșit campioană pentru al treilea an la rând. Parcursul clubului în Cupa UEFA a fost, de asemenea unul scurt, trecând de FC Tbilisi cu 7-0 la general fiind eliminată în următorul tur preliminar, scor 1-4 la general cu Austria Viena. În ciuda faptului că echipa nu a câștigat niciun trofeu, forma lui Boruc de până în vara anului 2005 a atras atenția cluburilor din străinătate.

### Celtic
Pe 20 iulie 2005, Boruc a semnat cu clubul scoțian Celtic. A fost împrumutat inițial pentru un an, cu opțiunea de a fi transferat definitiv. Această clauză a fost activată, iar Boruc a semnat pe 17 octombrie un contract pe trei ani și jumătate până în 2009. Pe 5 ianuarie 2008 Boruc a semnat un nou contract cu Celtic până în 2011.
Boruc a debutat pentru Celtic pe 2 august 2005, când l-a înlocuit pe David Marshall în al doilea tur de calificare al UEFA Champions League împotriva echipei slovace Artmedia Bratislava. Celtic a câștigat cu 4-0, dar după ce a pierdut meciul din tur cu 0-5 a fost eliminată datorită scorului la general. Boruc a devenit rapid titular la Celtic, arătând o combinație de parade extraordinare, multă încredere în sine și uneori chiar aroganță. Într-adevăr, gesturile făcute de Boruc față de fani de la Rangers la stadionul Ibrox din 12 februarie 2006 au dus mai târziu la primirea unui avertisment din partea poliției. În primul său sezon, el a jucat 40 de meciuri și nu a primit gol în 17 dintre acestea. Boruc și-a îmbogățit și palmaresul, deoarece Celtic a câștigat Prima Ligă Scoțiană și Cupa Ligii Scoției, acesta din urmă după ce a învins-o pe Dunfermline Athletic cu 3-0.

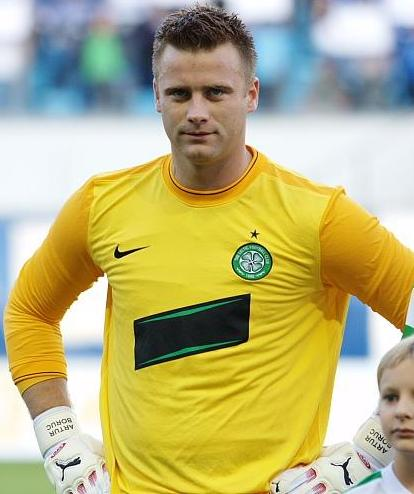
Boruc jucând pentru Celtic în 2009

Boruc și-a continuat forma bună pentru Celtic în sezonul următor. Pe 21 noiembrie 2006, într-un meci de UEFA Champions League împotriva lui Manchester United de pe Celtic Park, Boruc a ajutat-o pe Celtic să se califice în optimile competiției, parând lovitura de pedeapsă din minutul 89 a lui Louis Saha. Boruc a reușit să păstreze poarta intactă în fiecare din cele trei meciuri de acasă jucate în Liga Campionilor de Celtic (Copenhaga 1-0, Benfica 3-0 și Manchester United 1-0). El a fost numit jucătorul lunii în Prima Ligă din Scoția pentru luna decembrie a anului 2006, acest premiu fiind acordat foarte rar unui portar. Forma sa a fost, de asemenea, recunoscută și printr-o nominalizare la premiul pentru Jucătorul Anului în Scoția votat de ceilalți jucători pentru anul 2007. Sezonul a culminat cu mai multe trofee pentru Boruc, deoarece Celtic și-a păstrat titlul în Scoția și a învins-o pe Dunfermline cu 1-0 pe 26 mai 2007 câștigând Cupa Scoției.
În sezonul 2007-2008, în al treilea tur preliminar al Ligii Campionilor, Celtic a jucat împotriva ocupantei locului secund în Rusia, Spartak Moscova. Dubla manșă s-a încheiat la penaltiuri, cu Boruc scoțând două dintre ele asigurând calificarea lui Celtic în grupe. În acest sezon Celtic a câștigat campionatul pentru a treia oară consecutiv.
Boruc a fost amendat cu aproximativ 50.000 de lire sterline de către Celtic în august 2008 pentru încălcarea regulamentului de ordine interioară, după ce a fost prins consumând băuturi alcoolice după un amical în Olanda împotriva lui Feyenoord.
În prima jumătate a sezonului 2008-2009, Boruc a suferit o scădere de formă, comițând mai multe gafe, printre care una în meciul cu Rangers, care s-a terminat cu o înfrângere, scor 2-4 pe Parkhead la 31 august 2008, unde a fost considerat vinovat la al patrulea gol marcat de Rangers, și una împotriva lui Hibernian pe Easter Road la 7 decembrie 2008, în care John Rankin a marcat dintr-un șut de la aproximativ 40 de metri. Cu toate acestea, el a parat o lovitură de pedeapsă executată de James McArthur într-o victorie scor 4-0 asupra lui Hamilton Academical la 4 octombrie 2008. În ciuda acestor meciuri relativ slabe, Boruc a fost unul dintre cei 55 de jucători (inclusiv cinci portari) care au fost selectați pe 20 octombrie 2008 pentru Premiile FIFPro World XI Player.
Cu toate acestea, lipsa sa de disciplină a devenit din nou o problemă, iar Boruc a fost amendat cu 500 de lire sterline de către Asociația de Fotbal Scoțiană (SFA) pentru gesturile pe care le-a făcut în direcția fanilor Rangers în timpul jocului de Old Firm din august.
Pe 28 ianuarie 2009, Boruc a transformat un penalty pentru Celtic în timpul loviturilor de departajare din meciul din semifinale al Cupei Ligii împotriva lui Dundee United, ajutând-o pe Celtic să câștige cu 11-10 la penaltiuri. Boruc a luat ultima cupă la Celtic câteva luni mai târziu, când Celtic a învins-o pe Rangers cu 2-0 după prelungiri în finala Cupei Ligii Scoției.
Pe 12 decembrie 2009, Boruc și-a făcut cea de-a 200-a apariție pentru Celtic împotriva lui Motherwell, meci pe care Celtic l-a câștigat cu 3-2. În aprilie 2010, el a câștigat premiul pentru cea mai bună paradă în Prima Ligă Scoțiană pentru cea avută în meciul cu Hibernian de pe Easter Road în august 2009.
Pe 4 mai 2010, Boruc și-a făcut ultima apariție în poarta celor de la Celtic într-o victorie cu 2-1 împotriva rivalei din Old Firm, Rangers,> deși a trebuit să fie înlocuit în a doua repriză, deoarece nu a mai putut continua să joace din cauza unei accidentări la mână suferită la încălzirea de dinaintea meciului. În urma acestei accidentări, a fost indisponibil pentru tot restul sezonului, având un deget rupt.

### Fiorentina

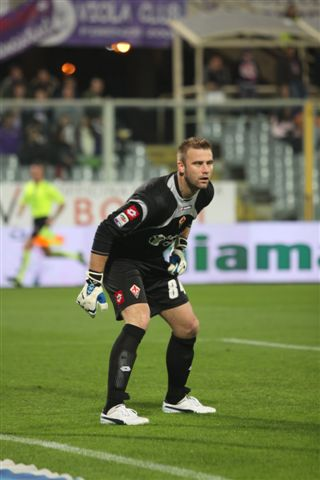
Boruc jucând pentru Fiorentina în 2010

Pe 12 iulie 2010, Celtic a fost de acord să-l vândă pe Boruc clubului Fiorentina din Serie A pentru o sumă de transfer care nu a fost făcută publică. Transferul a fost confirmat trei zile mai târziu.
El a debutat la Fiorentina pe 26 octombrie 2010 în Coppa Italia împotriva lui Empoli. După ce portarul titular Sébastien Frey s-a accidentat, el și-a făcut debutul în Serie A într-o victorie cu 1-0 asupra lui Chievo pe 7 noiembrie 2010. Boruc a continuat să joace în următoarele 25 de meciuri Serie A, înainte ca Frey să-și recâștige locul în echipa pentru ultimele două meciuri ale sezonului.
La data de 18 august 2011, Boruc a primit tricoul cu numărul 1 al lui Fiorentina după transferul lui Frey la Genoa. În anul următor, Boruc a jucat în aproape toate meciurile din Serie A ale celor de la Fiorentina, lipsind în doar două dintre ele, dar, în ciuda acestui fapt, a fost criticat pentru unele dintre performanțele sale și pentru forma fizică slabă. După două sezoane în Italia, Boruc a fost lăsat liber de contract de Fiorentina în iulie 2012.

### Southampton
Pe 22 septembrie 2012, Boruc s-a alăturat clubului de Premier League Southampton pe o perioadă de un an. El a debutat pe 20 octombrie într-o înfrângere cu 4-1 în deplasare cu West Ham United, pe Upton Park.
La 28 octombrie 2012, el a fost implicat într-un incident care a urmat celui de-al doilea gol al lui Tottenham Hotspur, când a răspuns la huiduielile făcute de fanii gazdă care se aflau în spatele lui prin aplauze sarcastice, înainte de a arunca o sticlă de apă în direcția lor. Incidentul a dus la scoaterea lui Boruc din echipă.
În ciuda acestei controverse, Boruc și-a recăpătat locul în prima echipă și a jucat în toate meciurile clubului de la 1 ianuarie 2013 până la sfârșitul sezonului. La 9 martie 2013, într-un meci din ligă împotriva lui Norwich City de pe Carrow Road, Boruc a apărat un penalty în minutul 90 executat de Grant Holt. Meciul s-a terminat scor 0-0, Southampton câștigând un punct în încercarea lor de a evita retrogradarea. Forma lui Boruc de la revenirea în prima echipă a Southamptonului l-a făcut pe antrenorul Mauricio Pochettino să ceară prelungirea contractului lui Boruc cu Southampton. La 18 aprilie 2013, această dorință s-a îndeplinit, cu Boruc semnând un nou contract pe doi ani pentru club. Pe 12 mai 2013 Southampton a remizat cu Sunderland, asigurându-și locul de Premier League pentru sezonul următor, și a terminat pe locul 14 la sfârșitul sezonului.
Devenit titular incontestabil la Southampton, Boruc și-a ajutat echipa să înceapă excelent în sezonul 2013-2014. Victoria cu 2-0 a clubului în fața lui Fulham din 26 octombrie 2013 a făcut ca echipa să strângă 18 puncte și să ocupe locul al treilea în Premier League, cel mai bun început de sezon pe care l-a avut în primul eșalon fotbalistic englez vreodată.
La 2 noiembrie 2013, într-o remiză scor 1-1 cu Stoke City, Boruc a primit un gol din partea portarului Asmir Begović după doar 13 secunde de la începerea meciului. Trei săptămâni mai târziu, fiind presat de Olivier Giroud de la Arsenal, „în loc să degajeze simplu a făcut o întoarcere à la Cruyff, apoi încă una, și încă una, încurcându-se în atâtea driblinguri că Giroud a reușit să-i fure mingea”, încasând două goluri de la Arsenal. O săptămână mai târziu, el și-a rupt mâna încercând să scoată un șut de-al lui Demba Ba într-o înfrângere cu 3-1 suferită în fața lui Chelsea, care l-a ținut pe tușă timp de șase săptămâni. Boruc a revenit pe 11 ianuarie 2014 și nu a primit gol în victoria lui Southampton de 1-0 cu West Bromwich Albion, impresionând cu o paradă efectuată în ultimul minut în fața lui Shane Long păstrându-și echipa victorioasă. Boruc și-a menținut locul de titular, și, deși a fost vinovat pentru unul dintre golurile lui Sunderland primite în remiza, scor 2-2 de pe 18 ianuarie, și-a răscumpărat greșeala cu meciuri bune făcute în victoriile scor 1-0 și 3-0 cu Fulham și Hull City în februarie 2014. Forma sa a rămas destul de constantă, deși a avut degajări ezitante, ajutând-o pe Southampton să obțină locul al optulea la sfârșitul sezonului.

### AFC Bournemouth
La începutul sezonului 2014-2015, Fraser Forster a ajuns la Southampton fiind transferat de la Celtic pentru 10 milioane de lire sterline, cu englezul luându-i locul în poartă lui Boruc. Pe 19 septembrie 2014, Boruc s-a alăturat echipei AFC Bournemouth, aflată în Championship, fiind împrumutat de urgență până în ianuarie 2015. El și-a făcut debutul în ziua următoare într-un egal scor 1-1 împotriva lui Watford. Pe 25 octombrie, Bournemouth a câștigat cu 0-8 în deplasarea de la St. Andrew's împotriva lui Birmingham City. A fost pentru prima dată când Bournemouth a marcat opt goluri într-un meci de campionat (fiind totuși sub victoria, scor 10-0, înregistrată cu Northampton în septembrie 1939, care a fost eliminată din statistici deoarece sezonul nu s-a mai încheiat din cauza izbucnirii celui de-al Doilea Război Mondial a doua zi) fiind și victoria cu cea mai mare diferență de goluri din campionat. Boruc a avut și el un merit în obținerea acestui rezultat, apărând un penalty executat de Paul Caddis în minutul 53, la scorul de 0-3. Împrumutul la Bournemouth s-a dovedit a fi unul bun pentru Boruc, care până la sfârșitul lunii decembrie 2014, a primit gol în doar nouă din cele 18 meciuri pe care le-a jucat, ajutând clubul să se mențină în fruntea campionatului. Astfel, împrumutul a fost prelungit până la sfârșitul sezonului, cu Boruc declarând: „Sunt încântat că sunt aici și că fac parte dintr-o echipă minunată și de aceea voi rămâne până la sfârșitul sezonului.”
Pe 2 mai 2015, Boruc a făcut parte din echipa lui Bournemouth care a câștigat titlul în Championship și a obținut promovarea în Premier League pentru prima dată în istoria ei. Peste douăzeci și patru de zile, el s-a numărat printre cei șase jucători ai căror contracte au fost reziliate de Southampton, semnând în aceeași zi un nou contract cu Bournemouth din postura de jucător liber.
Boruc a început sezonul 2015-2016 ca titular al lui Bournemouth, începând sezonul în meciul cu Aston Villa de pe 8 august 2015. Prima sa partidă fără gol primit în acest sezon a fost victoria cu 2-0 obținută în fața lui Sunderland la Dean Court pe 19 septembrie.
După un meci slab făcut în înfrângerea de acasă cu Tottenham Hotspur de pe 25 octombrie, Boruc a fost înlocuit de Adam Federici în poarta lui Bournemouth pentru toate cele patru meciuri ale echipei din noiembrie. Accidentarea lui Federici l-a făcut pe Boruc din nou titular chiar în meciul din 5 decembrie cu campioana en-titre din Premier League, Chelsea, portarul polonez reușind să scape fără gol primit într-o victorie scor 1-0 pentru Bournemouth. O săptămână mai târziu, Boruc a jucat și în victoria obținută în fața lui Manchester United, scor 2-1 pe Dean Court.
La 17 mai 2018 a semnat un nou contract cu Bournemouth până în vara anului 2019. A început sezonul ca rezervă a lui Asmir Begović, rămânând pe bancă pentru tot restul turului. În ianuarie 2019 a devenit din nou titularul echipei.

## Cariera internațională

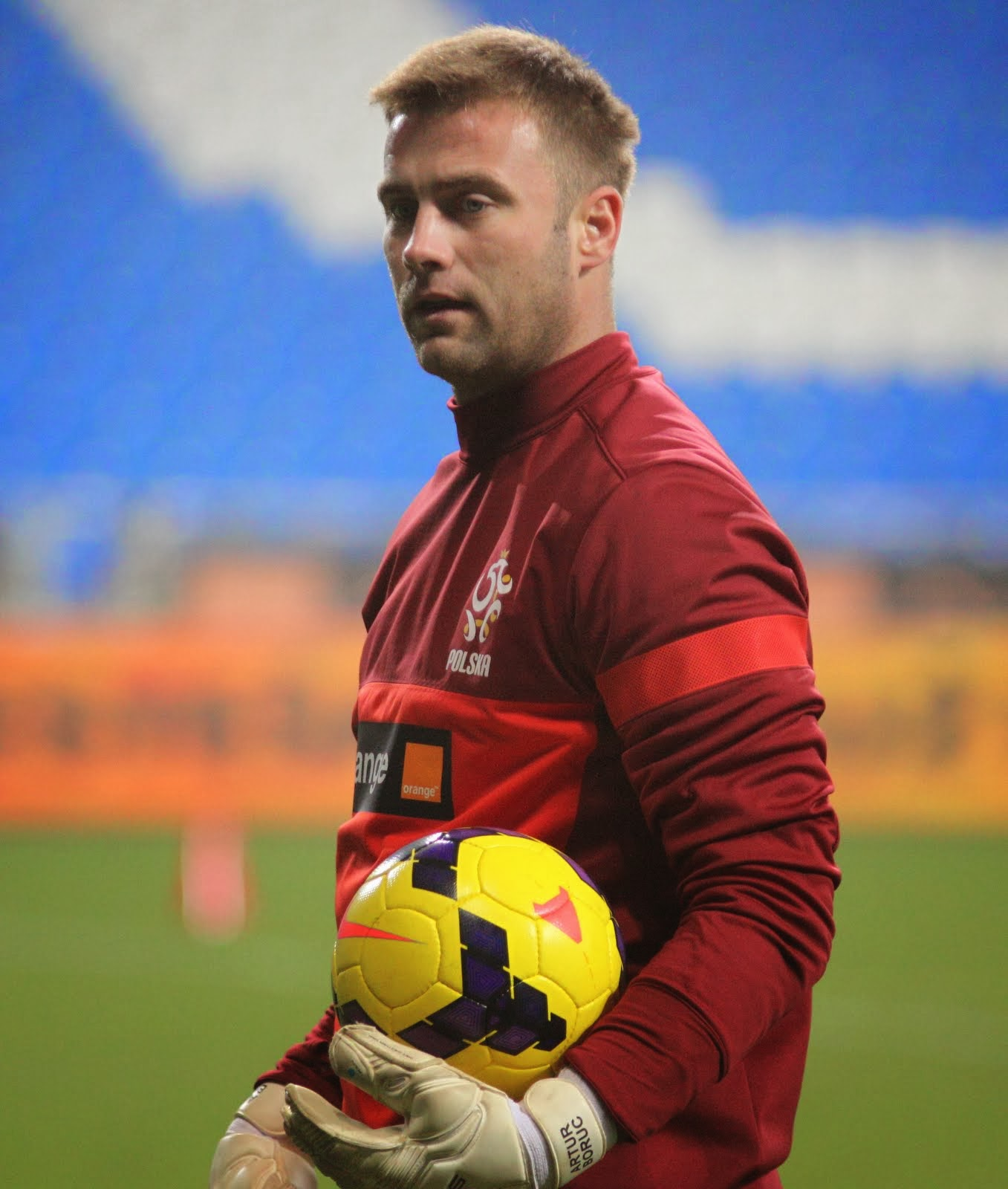
Boruc la echipa națională a Poloniei în noiembrie 2013

Debutul lui Boruc pentru Polonia a venit pe 28 aprilie 2004 într-un meci amical împotriva Irlandei, intrând în repriza a doua în locul lui Jerzy Dudek, meciul încheindu-se cu o remiză albă. Boruc și-a făcut prima sa apariție pentru Polonia ca titular în al treilea meci, un amical din 12 iulie 2004 la Chicago împotriva Statelor Unite. Boruc a apărat un penalty în minutul 11 executat de atacantul american Brian McBride.
Boruc a devenit rapid titular în lotul Poloniei și a fost convocat în lotul de 23 de jucători care au făcut deplasarea la Campionatul Mondial din 2006, care a avut loc în Germania. Ceilalți doi portari convocați la lot erau Tomasz Kuszczak și Łukasz Fabiański. Boruc a fost titular în toate cele trei meciuri jucate de Polonia la Campionatul Mondial, remarcându-se în meciul împotriva Germaniei deși nu a reușit să prevină înfrângerea echipei sale cu 1-0.
Boruc a rămas prima alegere de portar și a făcut parte din lotul convocat pentru Campionatul European din 2008. El a jucat primul meci împotriva Germaniei ca titular și și-a păstrat locul în cel de-al doilea meci jucat împotriva co-gazdei Austria, care a primit un penalty în minutul 92 pe care l-a și transformat. În același meci a parat celelalte trei șuturi expediate de austrieci, scorul final fiind 1-1. El a fost poreclit „Spaceman” de către presa austriacă și germană în timpul turneului. Celebrul atacant polonez de la sfârșitul anilor '70 și '80, Zbigniew Boniek, a criticat performanțele echipei poloneze la Euro 2008, însă l-a lăudat pe Boruc, descriind-ul ca fiind de „clasă mondială”.
Boruc a provocat furia selecționerului Leo Beenhakker în august 2008, când el și doi colegi au plecat într-o seară după un amical împotriva Ucrainei în ciuda ordinelor date de selecționerul lor. Ca rezultat, Boruc, Dariusz Dudka și Radosław Majewski au fost suspendați de Beenhakker pentru următoarele două meciuri. Boruc a revenit rapid în echipă și a continuat să fie titular până la schimbarea antrenorului în octombrie 2010 cu Franciszek Smuda.
După o absență de peste doi ani, Boruc a fost rechemat la echipa Poloniei în ianuarie 2013 și a jucat în înfrângerea scor 0-2 înfrângere cu Irlanda o săptămână mai târziu, pe 6 februarie 2013. Boruc și-a menținut locul în echipa națională pentru următoarele două meciuri de pe 22 și 26 martie 2013, împotriva Ucrainei și, respectiv, San Marino, contând pentru calificările la Campionatul Mondial din 2014.
Pe 14 noiembrie 2016 a jucat într-un amical împotriva Sloveniei, care s-a încheiat cu scorul de 1-1 și în care a fost înlocuit la pauză. Cu acest meci a devenit portarul cu cele mai multe selecții pentru naționala Poloniei, depășind recordul lui Jan Tomaszewski de 63 de selecții.
În martie 2017, Boruc și-a anunțat retragerea de la națională, pe profilul lui de Instagram, motivându-și decizia prin vârsta avansată, liniștea sufletească pe care o are știind că poarta Poloniei se află pe mâini bune și pentru a se concentra asupra carierei sale de la Bournemouth. El a jucat cel de-al 65-lea și ultimul meci în fața Uruguayului, la 10 noiembrie 2017, la Varșovia, fiind înlocuit cu puțin timp înainte de pauză de către fostul coleg de la Legia Varșoviaa, Łukasz Fabiański.

## Controverse
Boruc a fost în centrul multor controverse în timpul perioadei sale petrecute la Celtic.
La 25 august 2006, Boruc a fost avertizat de către Poliția din Strathclyde pentru perturbarea liniștii publice după ce a făcut gesturi obscene în fața fanilor lui Rangers, înaintea unui meci care avusese loc în urmă cu câteva zile în acel an. Potrivit lui Sunday Herald, „rapoartele poliției au subliniat trei gesturi făcute de către Boruc, un bărbat în vârstă de 26 de ani, semnul victoriei în fața mulțimii, un alt gest obscen și un blestem”. Gesturile sale nu au fost înregistrate de camerele video, iar avertismentul fost emisă pe baza rapoartelor de poliție și a declarațiilor martorilor. Acest incident a dus la porecla sa ca „Sfântul portar”.
Procurorul Fiscal a spus că Boruc „a fost văzut de cetățeni și ofițerii de poliție făcând semnul crucii. Martorii îl descriu zâmbind sau râzând în fața galeriei lui Rangers a mulțimii și făcând gesturi care să-i ațâțe. Aceste gesturi i-au aprins pe fani, în așa fel încât polițiștii și personalul de securitate a fost nevoit să se implice pentru a calma situația. Poliția a raportat că a durat 10 minute pentru a restabili normalitatea în mulțime.” Potrivit unui grup de lucru al parlamentului scoțian, „semnul crucii în sine este o expresie a credinței romano-catolice, totuși, utilizarea sa pentru a alarma, tulbura sau provoca pe alții ar putea fi considerat drept perturbare a liniștii publice.”
Biserica Catolică a condamnat decizia, exprimându-și regretul că „Scoția pare să fi devenit una dintre puținele țări din lume în care acest simplu gest religios este considerat o ofensă”  În urma unui amplu comunicat de presă, Biroul Coroanei a emis o declarație la 28 august 2006, subliniind că măsurile limitate luate asupra lui Boruc nu au fost pentru că și-a făcut semnul crucii, ci pentru gesturile făcute în fața de susținătorilor lui Rangers, și că nu va lua măsuri împotriva „faptelor religioase”. Potrivit BBC News Online, avertismentul „a adus în discuție problema sectarismului în Scoția”. Biserica romano-catolică a salutat clarificarea făcută de către Biroul Coroanei a acțiunii limitate luate împotriva lui Boruc, în special a afirmației că „nu s-a referit în nici un fel la actul de facere a crucii în sine”.
La 17 decembrie 2006, Boruc și-a făcut din nou cruce în primul meci de la avertisment, provocând „un răget” din partea fanilor lui Rangers din spatele porții sale. Un purtător de cuvânt al lui Celtic i-a apărat gestul, declarând că „poliția a spus că nu are nicio problemă cu Artur Boruc în această privință, același punct de vedere fiind împărtășit și de fotbal Celtic”.
Un alt gest controversat al lui Boruc a avut loc în aprilie 2008, când a purtat un tricou pe care scria „Dumnezeu să binecuvânteze pe Papă” și pe care apărea o imagine a Papei Ioan Paul al II-lea după un meci împotriva lui Rangers și, de asemenea, în mai 2007, când a fluturat un drapel proclamându-i pe Celtic campioni după un meci împotriva lui Rangers.

## Statisticile carierei

### Club
Până în data de 27 aprilie 2018 
| Club            | Sezon                | Divizie                 | Ligă    | Ligă   | Cupă    | Cupă   | Cupa Ligii | Cupa Ligii | UEFA    | UEFA   | Total   | Total  | Ref            |
| Club            | Sezon                | Divizie                 | Meciuri | Goluri | Meciuri | Goluri | Meciuri    | Goluri     | Meciuri | Goluri | Meciuri | Goluri | Ref            |
| --------------- | -------------------- | ----------------------- | ------- | ------ | ------- | ------ | ---------- | ---------- | ------- | ------ | ------- | ------ | -------------- |
| Legia Varșovia  | 2000–2001            | Ekstraklasa             | 0       | 0      | 0       | 0      | 0          | 0          | —       | —      | 0       | 0      | N/A            |
| Legia Varșovia  | 2001–2002            | Ekstraklasa             | 5       | 0      | 0       | 0      | 1          | 0          | 0       | 0      | 6       | 0      | [ 129 ]        |
| Legia Varșovia  | 2002–2003            | Ekstraklasa             | 12      | 0      | 0       | 0      | —          | —          | 0       | 0      | 12      | 0      | [ 130 ]        |
| Legia Varșovia  | 2003–2004            | Ekstraklasa             | 26      | 1      | 4       | 0      | —          | —          | —       | —      | 30      | 1      | [ 131 ]        |
| Legia Varșovia  | 2004–2005            | Ekstraklasa             | 26      | 0      | 10      | 0      | —          | —          | 4       | 0      | 40      | 0      | [ 132 ]        |
| Legia Varșovia  | Total                | Total                   | 69      | 1      | 14      | 0      | 1          | 0          | 4       | 0      | 88      | 1      | [ 132 ]        |
| Celtic          | 2005–2006            | Scottish Premier League | 34      | 0      | 1       | 0      | 4          | 0          | 1       | 0      | 40      | 0      | [ 29 ] [ 133 ] |
| Celtic          | 2006–2007            | Scottish Premier League | 36      | 0      | 5       | 0      | 2          | 0          | 8       | 0      | 51      | 0      | [ 134 ]        |
| Celtic          | 2007–2008            | Scottish Premier League | 30      | 0      | 4       | 0      | 2          | 0          | 9       | 0      | 45      | 0      | [ 135 ]        |
| Celtic          | 2008–2009            | Scottish Premier League | 34      | 0      | 3       | 0      | 4          | 0          | 6       | 0      | 47      | 0      | [ 136 ]        |
| Celtic          | 2009–2010            | Scottish Premier League | 28      | 0      | 2       | 0      | 0          | 0          | 8       | 0      | 38      | 0      | [ 137 ]        |
| Celtic          | Total                | Total                   | 162     | 0      | 15      | 0      | 12         | 0          | 32      | 0      | 221     | 0      | [ 137 ]        |
| Fiorentina      | 2010–2011            | Serie A                 | 26      | 0      | 1       | 0      | —          | —          | —       | —      | 27      | 0      | [ 138 ]        |
| Fiorentina      | 2011–2012            | Serie A                 | 36      | 0      | 1       | 0      | —          | —          | —       | —      | 37      | 0      | [ 139 ]        |
| Fiorentina      | Total                | Total                   | 62      | 0      | 2       | 0      | 0          | 0          | 0       | 0      | 64      | 0      | [ 139 ]        |
| Southampton     | 2012–2013            | Premier League          | 20      | 0      | 1       | 0      | 0          | 0          | —       | —      | 21      | 0      | [ 140 ]        |
| Southampton     | 2013–2014            | Premier League          | 29      | 0      | 0       | 0      | 0          | 0          | —       | —      | 29      | 0      | [ 141 ]        |
| Southampton     | Total                | Total                   | 49      | 0      | 1       | 0      | 0          | 0          | 0       | 0      | 50      | 0      | [ 141 ]        |
| AFC Bournemouth | 2014–2015 (împrumut) | Championship            | 37      | 0      | 0       | 0      | 2          | 0          | —       | —      | 39      | 0      | [ 142 ]        |
| AFC Bournemouth | 2015–2016            | Premier League          | 32      | 0      | 0       | 0      | 0          | 0          | —       | —      | 32      | 0      | [ 143 ]        |
| AFC Bournemouth | 2016–2017            | Premier League          | 35      | 0      | 0       | 0      | 0          | 0          | —       | —      | 35      | 0      | [ 144 ]        |
| AFC Bournemouth | 2017–2018            | Premier League          | 0       | 0      | 2       | 0      | 4          | 0          | —       | —      | 6       | 0      | [ 145 ]        |
| AFC Bournemouth | 2018–2019            | Premier League          | 12      | 0      | 1       | 0      | 4          | 0          | —       | —      | 17      | 0      | [ 146 ]        |
| AFC Bournemouth | Total                | Total                   | 116     | 0      | 3       | 0      | 10         | 0          | 0       | 0      | 129     | 0      | [ 128 ]        |
| Total carieră   | Total carieră        | Total carieră           | 458     | 1      | 35      | 0      | 23         | 0          | 36      | 0      | 552     | 1      | [ 128 ]        |

## Viața personală
Boruc este un fan al Legiei Varșovia, fiind prezent în tribune la mai multe meciuri ale echipei în Polonia.
La 21 aprilie 2007, el a apărat o femeie poloneză de 27 de ani care era însărcinată și care se afla alături de sora și de cumnata sa când au fost asaltați în Glasgow.
Tatăl lui Boruc a murit în aprilie 2010; mama lui Jadwiga a murit când avea doar 20 de ani. Are un frate și trei surori. La 11 iunie 2008, soția lui Boruc, Katarzyna, a dat naștere fiului lor, Aleksander („Aleks”), la Varșovia. Boruc și soția sa s-au despărțit în 2008, pe fondul relațiilor sale cu fosta concurentă la Idolul Poloniei, Sara Mannei. Cu Mannei are o fiică, Amelia, pe 9 august 2010 în Polonia, nunta celor doi având loc în 2014.
În septembrie 2009, ziarul The Scottish Sun și-a cerut scuze față de Boruc în urma unui articol prin care susținea că el ar fi avut o aventură cu o femeie tânără, prezentată într-o fotografie, care era de fapt sora lui. În iunie 2011, ziarul News of the World a recunoscut că a publicat o știre falsă despre Boruc și i-a plătit daune de 70 000 de lire sterline, plus cheltuieli de judecată, considerat a fi un record pentru un caz de calomnie în Scoția.

## Titluri
Legia Varșovia
- Ekstraklasa : 2001-2002
- Cupa Ekstraklasa : 2001-2002

celtic
- Prima Ligă Scoțiană: 2005-2006,[30] 2006-2007,[37] 2007-2008 [40]
- Cupa Ligii Scoției: 2005-2006,[31] 2008-2009 [49]
- Cupa Scoției: 2006-2007 [38]

AFC Bournemouth
- Cupa Ligii Championship: 2014-15 [92]

Individual
- AFC Bournemouth, jucătorul anului conform suporterilor: 2016-2017[154]